# العلاقات الآيسلندية الألمانية
العلاقات الآيسلندية الألمانية هي العلاقات الثنائية التي تجمع بين آيسلندا وألمانيا.

## مقارنة بين البلدين
هذه مقارنة عامة ومرجعية للدولتين:
| وجه المقارنة                                              | آيسلندا          | ألمانيا                                                                              |
| --------------------------------------------------------- | ---------------- | ------------------------------------------------------------------------------------ |
| المساحة (كم2)                                             | 103.00 ألف       | 357.41 ألف                                                                           |
| عدد السكان (نسمة)                                         | 317.35 ألف       | 81.29 مليون                                                                          |
| الكثافة السكانية (ن./كم²)                                 | 3.08             | 227.44                                                                               |
| العاصمة                                                   | ريكيافيك         | بون، برلين                                                                           |
| اللغة الرسمية                                             | اللغة الآيسلندية | اللغة الألمانية                                                                      |
| العملة                                                    | كرونة آيسلندية   | يورو، مارك ألماني                                                                    |
| الناتج المحلي الإجمالي (بليون دولار)                      | 23.91 مليار      | 3.68 تريليون                                                                         |
| الناتج المحلي الإجمالي (تعادل القوة الشرائية) بليون دولار | 15.79 مليار      | 3.92 تريليون                                                                         |
| الناتج المحلي الإجمالي الاسمي للفرد دولار أمريكي          | 50.17 ألف        | 41.31 ألف                                                                            |
| الناتج المحلي الإجمالي للفرد دولار أمريكي                 | 46.55 ألف        | 46.40 ألف                                                                            |
| مؤشر التنمية البشرية                                      | 0.899            | 0.926                                                                                |
| رمز المكالمات الدولي                                      | +354             | +49                                                                                  |
| رمز الإنترنت                                              | .is              | .de                                                                                  |
| المنطقة الزمنية                                           | 00، أوروبا/لندن ‏ | توقيت وسط أوروبا، ت ع م+01:00، ت ع م+02:00، توقيت أوروبا الوسطى المعياري (ت غ م +1) ‏ |

## مدن متوأمة
في ما يلي قائمة باتفاقيات التوأمة بين مدن آيسلندية وألمانية:
- ترتبط ريكيافيك مع فايلبورغ باتفاقية توأمة.
- ترتبط هافنارفيوردور مع كوكسهافن باتفاقية توأمة.[20]
- ترتبط اسافيوردور مع كآوفيرينغ باتفاقية توأمة.

## منظمات دولية مشتركة
يشترك البلدان في عضوية مجموعة من المنظمات الدولية، منها:
| علم المنظمة | اسم المنظمة                               | تاريخ انضمام آيسلندا | تاريخ انضمام ألمانيا |
| ----------- | ----------------------------------------- | -------------------- | -------------------- |
|             | مؤسسة التمويل الدولية                     | 20 يوليو 1956        | 20 يوليو 1956        |
|             | يونسكو                                    | 8 يونيو 1964         | 11 يوليو 1951        |
|             | مجموعة أستراليا                           | 1993                 | 1985                 |
|             | اتحاد المدفوعات الأوروبي ‏                 | ?                    | ?                    |
|             | مجموعة الموردين النوويين                  | ?                    | ?                    |
|             | مؤسسة التنمية الدولية                     | 19 مايو 1961         | 24 سبتمبر 1960       |
|             | منظمة التعاون الاقتصادي والتنمية          | ?                    | 27 سبتمبر 1961       |
|             | المركز الدولي لتسوية المنازعات الاستشارية | 14 أكتوبر 1966       | 18 مايو 1969         |
|             | وكالة ضمان الاستثمار متعدد الأطراف        | 25 سبتمبر 1998       | 12 أبريل 1988        |
|             | منظمة حظر الأسلحة الكيميائية              | ?                    | 29 أبريل 1997        |
|             | الاتحاد الدولي للاتصالات                  | 1 أكتوبر 1906        | 1866                 |
|             | الأمم المتحدة                             | 19 نوفمبر 1946       | 18 سبتمبر 1973       |
|             | منظمة الشرطة الجنائية الدولية             | ?                    | ?                    |
|             | البنك الدولي للإنشاء والتعمير             | 27 ديسمبر 1945       | 14 أغسطس 1952        |
|             | منظمة الأمن والتعاون في أوروبا            | 25 يونيو 1973        | 25 يونيو 1973        |
|             | الفريق المعني برصد الأرض                  | ?                    | ?                    |
|             | الاتحاد البريدي العالمي                   | ?                    | 1 يوليو 1875         |
|             | حلف شمال الأطلسي                          | 4 أبريل 1949         | 9 مايو 1955          |
|             | منظمة التجارة العالمية                    | ?                    | ?                    |
|             | المنظمة الهيدروغرافية الدولية             | ?                    | ?                    |
|             | نظام تحكم تكنولوجيا القذائف               | 1993                 | 1987                 |
|             | مجلس دول بحر البلطيق                      | ?                    | 1992                 |
|             | مجلس أوروبا                               | ?                    | 13 يوليو 1950        |
|             | اتفاقية السماوات المفتوحة                 | ?                    | ?                    |

## وصلات خارجية
- موقع وزارة الخارجية الآيسلندية
- موقع وزارة الخارجية الألمانية